# Kühlungsborn
Kühlungsborn (phát âm tiếng Đức: [ˈkyːlʊŋsbɔʁn]) là một thị xã ở huyện Bad Doberan, bang Mecklenburg-Vorpommern, Đức. Đô thị này có diện tích 16,16 km², dân số thời điểm ngày 31 tháng 12 năm 2006 là 7277 người. Đô thị này nằm bên bờ Biển Baltic, cự ly 11 km về phía tây bắc Bad Doberan, và 25 km về phía tây bắc Rostock.
Thị xã có bờ biển dài, nhiều cơ sở du lịch.
- Büsum, Schleswig-Holstein, Đức
- Grömitz, Schleswig-Holstein, Đức
- Zelenogradsk, tỉnh Kaliningrad, Ngay

## Hình ảnh

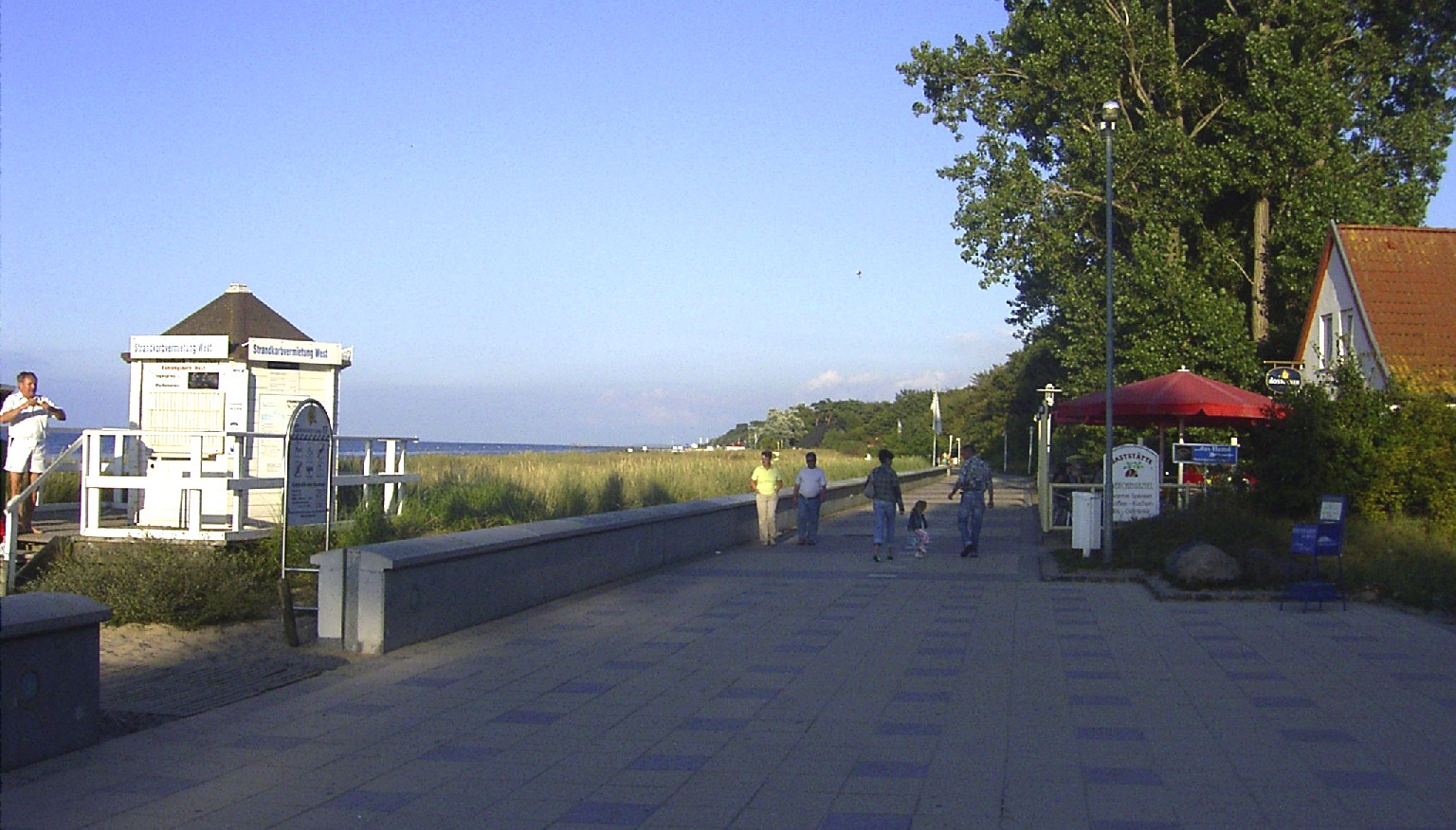
bãi biển
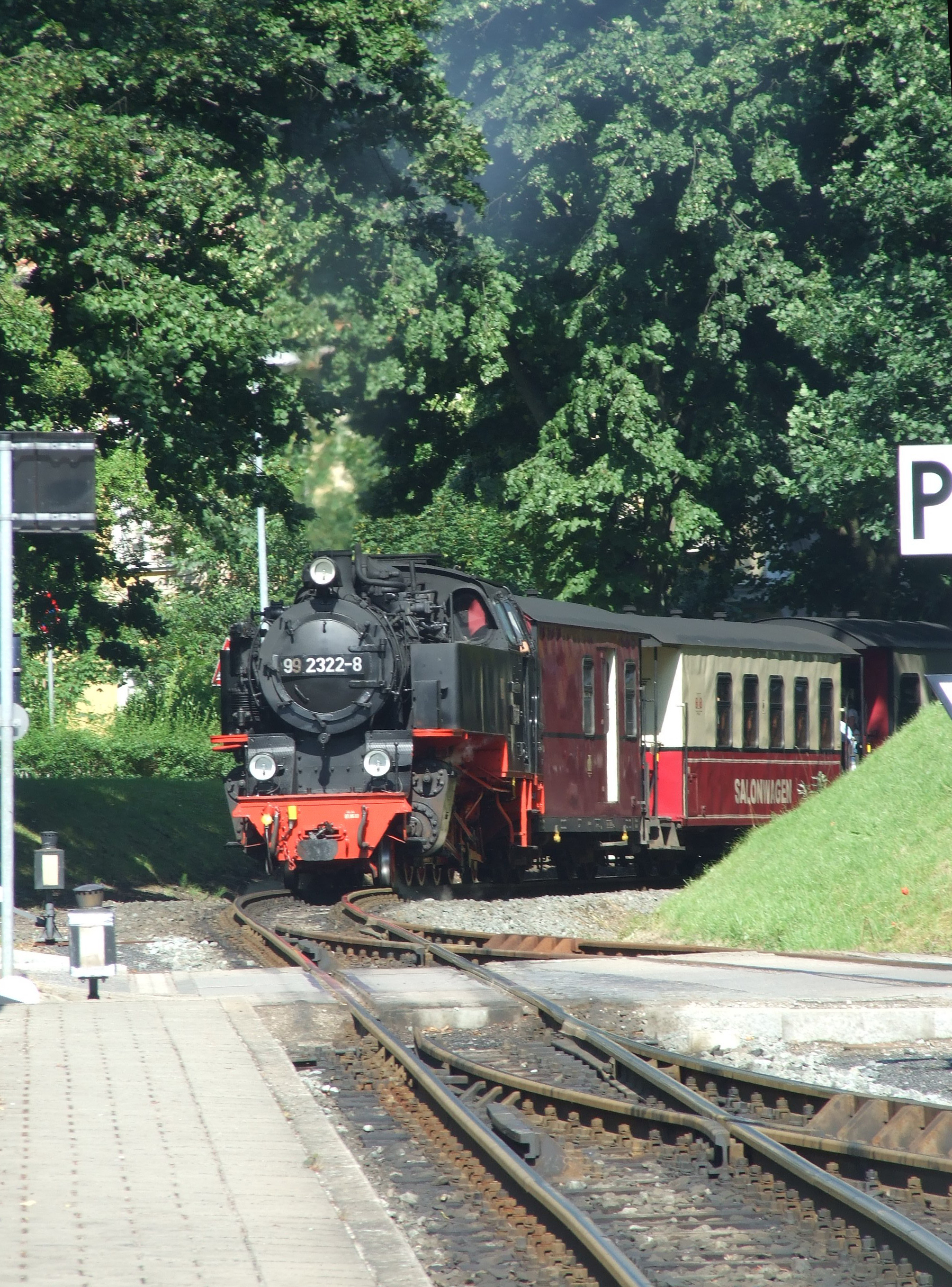
Tàu hoả Molli